# Сабаду-Баранама
Сабаду-Баранама (на френски: Sabadou-Baranama) е град и община в източна Гвинея, регион Канкан, префектура Канкан. Населението на общината през 2014 година е 23 159 души.